# 중성 세제
중성 세제(中性洗劑)는 가정용 식기세제나 욕조전용 세제 등이 이 부류에 속한다. 오염물을 녹이면서 없애기 때문에 씻어낸 것의 표면에 흠집이 나지 않는다. 알칼리세제를 희석한 것도 중성세제라 불리는 경우도 있다.

## 같이 보기
- 세제